# Roadhouse Sun
Roadhouse Sun è il secondo album del cantante country rock statunitense Ryan Bingham, realizzato insieme al suo gruppo "The Dead Horses". Come il precedente Mescalito (2007), Roadhouse Sun è stato pubblicato dalla Lost Highway Records e prodotto da Marc Ford.

## Il disco
Come il precedente Mescalito, Roadhouse Sun spazia attraverso diversi generi musicali (bluegrass, folk, roadhouse blues, country rock, outlaw country e alternative country) e rivela influenze di vario genere, dai Byrds a Dylan (citato anche esplicitamente nel brano Dylan's Hard Rain) a Ryan Adams.
L'album ha ricevuto giudizi generalmente favorevoli da parte della critica, che riconosce in Bingham un interprete tipico, quasi iconico, del country.

## Tracce
1. Day is Done – 4:25
2. Dylan's Hard Rain – 4:32
3. Tell My Mother I Miss Her So – 3:45
4. Country Roads – 3:46
5. Bluebird – 5:02
6. Snake Eyes – 4:38
7. Endless Ways – 3:55
8. Change Is – 7:18
9. Rollin Highway Blues – 3:49
10. Hey Hey Hurray – 3:13
11. Roadhouse Blues – 3:30
12. Wishing Well – 3:58